# Фучеджі Дмитро Васильович
Дмитро́ Васи́льович Фучеджі́ (нар. 30 жовтня 1956, село Червоноармійське, Болградський район, Одеська область, Українська РСР, СРСР) — колишній заступник начальника Головного управління МВС України в Одеській області, начальник міліції громадської безпеки, відсторонений через підозру у співпраці з силами Антимайдану під час кривавих подій 2 травня 2014 в Одесі. Оголошений у розшук МВС України. 6 травня 2014 втік за кордон — у Придністров'я, де і переховується від слідства.

## Життєпис
Народився 30 жовтня 1956 у селі Червоноармійське (тепер — Кубей) Болградського району Одеської області.
У 1974—1976 служив у Збройних силах.
У 1981 закінчив Горківську вищу школу МВС СРСР за фахом правознавство.

### Кар'єра
В органах внутрішніх справ з грудня 1976. Починав службу міліціонером 2-го розряду відділу внутрішніх справ Болградського райвиконкому УВС Одеського облвиконкому.
З червня 1981, після закінчення Горківської школи МВС — інспектор, старший інспектор та начальник відділення по боротьбі з розкраданням соціалістичної власності відділу внутрішніх справ Кілійського райвиконкому УВС Одеського облвиконкому.
З червня 1987 по липень 1989 перебував на посаді заступника начальника відділу внутрішніх справ Кодимського УВС Одеського облвиконкому.
З липня 1989 по вересень 1996 — начальник відділу внутрішніх справ Балтського райвиконкому УВС Одеського облвиконкому.
З липня 1996 по червень 1998 очолював Білгород-Дністровський міський відділ Управління МВС України в Одеській області.
З червня по листопад 1998 виконував обов'язки заступника начальника управління — начальника міліції громадської безпеки Управління МВС України в Одеській області.
У 1999–2001 — заступник начальника управління — начальника міліції громадської безпеки Управління МВС України в Одеській області.
З лютого 2003 — заступник начальника по мобілізаційній роботі штабу пожежогасіння управління пожежної безпеки Управління МВС України в Одеській області та заступник начальника штабу пожежогасіння управління пожежної безпеки в Одеській області МНС України.
З січня 2004 по квітень 2005 — перший заступник начальника Головного управління МНС України в Одеській області.
З квітня 2005 по червень 2006 — заступник начальника ГМВС України в Одеській області — начальник міліції громадської безпеки.
У червні 2008 — призначений на посаду заступника начальника Головного управління МВС України в Одеській області — начальника міліції громадської безпеки, від якої відсторонений 4 травня 2014.
Під час протистояння 2 травня 2014 року в Одесі, знаходився безпосередньо в центрі подій. Камери зафіксували момент, де Фучеджі стояв за спиною сепаратиста, озброєнного револьвером і не вжив жодних спроб зупинити його.
21 травня 2014 — помічений у Придністров'ї, де переховується від правосуддя.
У квітні 2023 року Приморський райсуд Одеси заочно засудив Фучеджі до 15 років позбавлення волі, позбавив його права обіймати посади в правоохоронних органах строком на 3 роки, зобов'язав сплатити штраф і позбавив звання "полковника міліції".

## Нагороди
Нагороджений багатьма відомчими нагородами, серед яких: «Закон і честь», «За відзнаку в службі» ІІ та І ступенів, «Знак пошани», «За безпеку народу» ІІ ступеня, «Хрест слави», «За бездоганну службу» ІІІ ступеня.
Присвоєно почесне звання Заслужений юрист України.

## Родина
Одружений, має сина та дочку.